# 向陽山

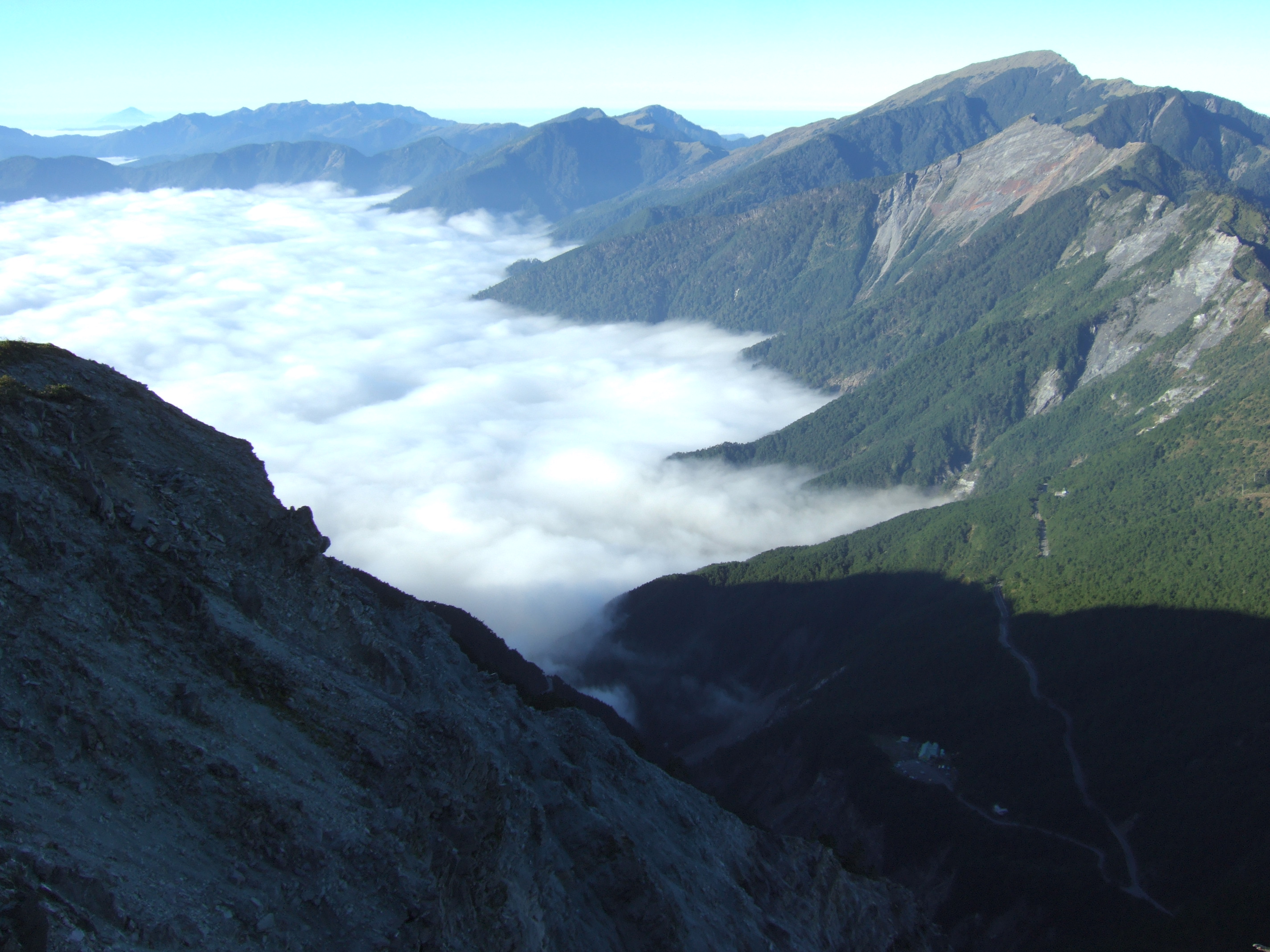
站在向陽大崩壁觀賞雲海，下方即南橫公路與埡口山莊。

向陽山（布農語： 或 ，日治時記錄大分方面的布農族稱之為「 Shipoposu」:43-44，利稻村布農族稱之為），又名紅葉山（日治時以漢字「 Kōyō」表記布農語），是台灣中央山脈主脊南段的知名高山，標高3,601.1公尺，台灣百岳排名第17，設有三等三角點編號7529，位於臺東縣海端鄉利稻村與高雄市桃源區梅山里之間，玉山國家公園南側的邊界。向陽山是中央山脈主脊大水窟山到關山之間最高的山峰，也是雲峰與關山兩座名峰之間，山形最尖聳雄大的名峰，:43-44其特色為山體廣大高聳，為八秀之一。主脊往東連接三叉山、轉折往北連接南雙頭山、雲峰，往西南方連接魔保來山、溪頭山、關山嶺山、塔關山北峰、塔關山、恐龍尖山、鷹子嘴山、關山北峰及關山。此山峰由主脊往西南連接溪頭山的南側，與往南連接向陽森林遊樂區分出的支稜（即南橫往北攀登向陽山、嘉明湖的大眾登山步道所上登的稜線）西側之間，有直落一千公尺的向陽大崩壁。